# Minuszinszki orsókorong

## Az emlék
1948-ban Minuszinszk mellett Varvara Pavlovna Levasova a régészeti ásatásán egy egy kőből készült orsókorongot talált. A lelet 8–9. századi, jelenleg a Minuszinszki Helytörténeti Múzeumban található. Az orsókorong lapján keleti türk írással írt jelek vannak, az oldalán pedig egy kazáriai rovásírással írt felirat.

## A felirat olvasata
A felirat Vékony Gábor régész-történész által készített olvasatát Vásáry István turkológus professzor javította.
A felirat érdekessége, hogy alkalmazták benne a sztyeppei rovás néhány emlékén előforduló szóelválasztó jelet (az átírásban a „létraszerű” betű). Ez az írásjel más rovás írásbeliségeknél (székely–magyar rovásírás vagy Kárpát-medencei rovásírás) nem fordul elő.

## Forrásművek
- Hosszú, Gábor (2011): Heritage of Scribes. The Relation of Rovas Scripts to Eurasian Writing Systems.  First Edition. Budapest: Rovas Foundation, https://books.google.hu/books?id=TyK8azCqC34C&pg=PA1 (angolul)